# Let It Rain
«Let It Rain» es una canción del músico británico Eric Clapton, publicada en su álbum de estudio homónimo en 1970. Fue el tercer y último sencillo extraído del álbum.

## Composición
Matthew Greenwald  de AllMusic escribió que la canción está «liderada por llamativos riffs de guitarra eléctrica» con «la melodía tejida elegantemente alrededor de simples cambios de acordes». Sobre la letra, el crítico recalcó «el uso inteligente de las palabras rain y reign, recordando que el poder del amor es aquí el núcleo». Greenwald finalizó su reseña de la canción comentando que «tiene algunas secciones instrumentales sorprendentes, incluyendo una sección agradable y breve tocada por Stephen Stills». La canción está compuesta en Re mayor.

## Publicación
«Let It Rain» fue publicada como sencillo junto a «Easy Now» como cara B en 1972. Además de ser publicada como sencillo y en el álbum original, la canción aparece en varios recopilatorios como Eric Clapton at His Best (1972), Backtrackin' (1984), Crossroads (1988), The Cream of Clapton (1995) y Complete Clapton (2007). Figura en un total de quince álbumes.

## Recepción
En su reseña del álbum Eric Clapton, Stephen Thomas Erlewine de Allmusic comentó que la canción incluye «elementos del pop» y destacó sus «extensos solos de guitarra». Por otra parte, Greenwald recalcó la canción como «uno de los primeros clásicos compuestos por Clapton» y destacó que «mostraba la influencia de Delaney Bramlett».

## Posición en listas
| Lista (1972)                     | Posición |
| -------------------------------- | -------- |
| Australia (Kent Music Report)    | 99       |
| Canadá (RPM)                     | 42       |
| Estados Unidos Billboard Hot 100 | 48       |